# Carl von Noorden (Historiker)

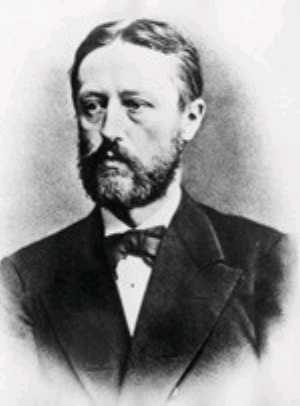
Carl von Noorden

Carl Friedrich Johannes von Noorden, auch Karl (Friedrich Johannes) von Noorden (* 11. September 1833 in Bonn; † 25. Dezember 1883 in Leipzig) war ein deutscher Historiker.

## Leben
Carl von Noorden entstammte einem friesischen Geschlecht, das seinen Ursprung von der Stadt Norden herleitet. Die weit verzweigte Familie, die Adel und Großbürgertum umfasste, brachte zahlreiche Gelehrte von Rang und Namen hervor. Die letzten Generationen der Familie hatten ihren Wohnsitz in Holland gehabt, so auch sein Großvater, der Mediziner Johannes von Noorden, der in Rotterdam wirkte. Sein Vater Johannes von Norden hatte als Offizier im preußischen Heere gedient und sich später in Bonn niedergelassen. Herausragende Verwandte waren auch Carl von Noordens Großvater mütterlicherseits Christian Friedrich Nasse, Direktor der medizinischen Klinik an der neugegründeten Universität Bonn, sowie dessen Söhne Karl Friedrich Werner Nasse und Otto Nasse, die ebenfalls Mediziner wurden.
Noorden studierte in Bonn, u. a. bei Ernst Moritz Arndt, Friedrich Christoph Dahlmann, Johann Wilhelm Löbell, weiterhin in Marburg und Berlin, insbesondere bei Leopold von Ranke Sprachwissenschaft und Literatur, dann Geschichte. Er habilitierte sich 1863 in Bonn für Geschichte mit einer Arbeit zu Hinkmar, Erzbischof von Reims. 1868 wurde er ordentlicher Professor der Geschichte in Greifswald, 1870 in Marburg, 1873 in Tübingen, 1876 in Bonn und 1877 in Leipzig. Dort wurde er Nachfolger von Heinrich Wuttke, womit auch eine Umbenennung des Lehrstuhls für Historische Hilfswissenschaften in den für Mittlere und Neuere Geschichte einherging. Nach seinem frühen Tod 1883 wurde Noordens Leichnam nach Bonn überführt, sein Grab befindet sich auf dem dortigen Alten Friedhof. Nachfolger auf seinem Lehrstuhl in Leipzig wurde Wilhelm Maurenbrecher.
Noorden hielt auch Vorträge im Kaufmännischen Verein zu Leipzig. Maurenbrecher hob den lebendigen kräftigen Stil der Vorträge Noordens hervor. Noordens wohl bedeutendster Schüler war Karl Lamprecht, der bei ihm und dem Nationalökonomen Wilhelm Roscher mit Beiträgen zur Geschichte des französischen Wirtschaftslebens im 11. Jahrhundert promovierte.
Er war Mitglied der Königlich Sächsischen Gesellschaft für Wissenschaften zu Leipzig, seit 1874 korrespondierendes Mitglied der Bayerischen Akademie der Wissenschaften und seit 1883 der Preußischen Akademie der Wissenschaften. Vor seiner Berufung zum Professor war Noorden auch literaturwissenschaftlich tätig und veröffentlichte musikwissenschaftliche Beiträge und Kritiken.
Carl von Noorden war verheiratet mit der in England geborenen Elizabeth Fanny Lavino, deren Mutter Roseta Levyson noch in Rotterdam geboren worden war. Das Ehepaar hatte drei Kinder, darunter die Mediziner Carl (1858–1944) und Werner von Noorden (1866–1945). Die Tochter Hilde heiratete 1891 den Maler Erich Kubierschky (1854–1944).

## Werk
Carl von Noorden, der wie sein Freund Wilhelm Maurenbrecher ein Schüler Heinrich von Sybels war, schrieb eine dezidiert politische europäische Geschichte als Universalgeschichte. Seine Arbeitsfelder waren hauptsächlich die Geschichte des 17. und 18. Jahrhunderts und das Zeitalter Kaiser Karls V. Sein unvollendetes Hauptwerk sollte sich der Europäischen Geschichte im 18. Jahrhundert widmen. Die erschienenen drei Bände behandeln den Spanischen Erbfolgekrieg. Seine historischen Vorträge lassen erkennen, dass sich seine historischen Forschungen auf die gesamte Geschichte Europas bezogen. So erschienen von ihm Beiträge oder Vorträge u. a. zu Madame de Maintenon, Wilhelm III. von Oranien oder Lord Bolingbroke, also zur politischen Geschichte Englands, Frankreichs und der Niederlande. Die genannten Vorträge sind in einem Sammelband durch Maurenbrecher herausgegeben worden. Ein Aufsatz zu Ranke und Macaulay in der Historischen Zeitschrift, Bd. 17 (1867), S. 87–138, schildert Tendenzen zur Geschichtsschreibung Englands und vermittelt zugleich einen Eindruck seines kritischen Urteilsvermögens und seines Gerechtigkeitssinnes.

## Bedeutung
Wenngleich der wissenschaftliche Wert von Noordens historischen Werken außer Zweifel stand, entfalteten sie im Gegensatz zu den Werken seiner Zeitgenossen Wilhelm Maurenbrecher, Moriz Ritter, Heinrich von Treitschke und Georg Voigt keine nachhaltige Bedeutung. Selbst sein umfangreiches Hauptwerk zum Spanischen Erbfolgekrieg wurde verhältnismäßig wenig zitiert. Daran mag auch sein frühes Ableben schuld sein, das ihm die Vollendung der weiteren von ihm geplanten Bände zu seiner Europäischen Geschichte nicht möglich machte. Wahrscheinlicher ist wohl, dass nach ihm stärker auf die spanische Geschichte eingegangen wurde, als es zu seiner Zeit der Fall war. Als weiterer wichtiger Vertreter der deutschen Geschichtswissenschaft des 19. Jahrhunderts, der sich mit der neueren Geschichte Spaniens beschäftigte, gilt Hermann Baumgarten.
Noorden war in Tübingen maßgeblich an der Institutionalisierung des Historischen Seminars beteiligt. Der Geschichtsunterricht an dieser Universität wurde vorher nur von privaten Historischen Gesellschaften durchgeführt, die staatlich sanktioniert waren. 1877 gründete er das Königlich-Sächsische Historische Seminar an der Universität Leipzig. Damit erhielt die dortige Geschichtsausbildung einen institutionellen Rahmen, verbunden mit geregelter finanzieller Ausstattung und mit einer Institutsbibliothek. Heute ist er außer in Fachkreisen nahezu unbekannt.

## Schriften (Auswahl)
- Die Sage von Helgi. Liederkreis nach der Edda. Henry und Cohen, Bonn 1857 (Digitalisat).
- Die Parität in Preußen und die ultramontane Partei. Buddeus, Düsseldorf 1862. (Digitalisat)
- Hinkmar, Erzbischof von Rheims. Ein Beitrag zur Staats- und Kirchengeschichte des westfränkischen Reiches in der zweiten Hälfte des neunten Jahrhunderts. Cohen, Bonn 1863. (Digitalisat)
- mit Th. Bernhardt: Zur Würdigung J. W. Löbbels. Braunschweig 1864.
- Europäische Geschichte im 18. Jahrhundert. 1. Abtheilung: Der spanische Erbfolgekrieg. 3 Bände. Buddeus, Düsseldorf 1870/1874/1882 (3. Band bei Duncker & Humblot, Leipzig).
- Politische Geschichte Genuas und Pisas im XII. Jahrhundert (= Historische Studien, Bd. 7). Veit, Leipzig 1882.
- Historische Vorträge. Eingeleitet und herausgegeben von Wilhelm Maurenbrecher. Duncker & Humblot, Leipzig 1884 (enthält eine Lebensbeschreibung Noordens durch Maurenbrecher wie auch ein vollständiges Schriften- und Semesterverzeichnis).